# Bravo
Bravo – dwutygodnik dla młodzieży, pochodzący z Niemiec, ukazujący się też w wielu innych krajach Europy. W Polsce pojawił się po raz pierwszy w 1991 roku i wydawany był przez Wydawnictwo Bauer. Redaktorem naczelnym polskiej wersji czasopisma był Michał Wiśnicki. Ostatni numer polskiego wydania Bravo ukazał się w grudniu 2017.

## Historia

### Bravo w Niemczech i innych krajach europejskich
Założycielem Bravo byli: dziennikarz Peter Boenisch i Helmut Kindler, właściciel wydawnictwa Kindler Verlag. Pierwszy numer czasopisma, pod tytułem BRAVO, Die Zeitschrift für Film und Fernsehen (niem. BRAVO. Magazyn o filmie i telewizji) ukazał się w Niemczech 26 sierpnia 1956 roku, z Marilyn Monroe na okładce. Miał 40 stron i 30 tysięcy egzemplarzy nakładu. Równolegle tytuł ukazał się w Wiedniu.
Od początku pismo kierowane było do nastolatków, a jego tematyka oscylowała wokół popkultury, a także kwestii związanych z dojrzewaniem i współżyciem płciowym. Bravo dostarczało bieżących informacji ze świata muzyki, filmu i telewizji. W środku publikowane były wywiady ze znanymi osobami, krzyżówki, dział porad, konkursy, fotostory, horoskopy, opisy filmów i seriali, dział mody, plakaty i inne.
4 listopada 1956, w 11. numerze, ukazała się pierwsza lista przebojów BRAVO-Musicbox, którą wygrał Freddy Quinn z piosenką Heimweh. W grudniu ukazał się pierwszy z seriali o życiu gwiazd. Jego bohaterem był James Dean. Każdy serial miał 10 odcinków. W styczniu 1957 roku BRAVO ogłosiło pierwszy konkurs na najlepszego aktora lub aktorkę (OTTO).
24 marca 1959 roku na łamach BRAVO pojawiła się pierwsza z 11 części plakatu Brigitte Bardot naturalnej wielkości, którego elementy publikowane były w kolejnych tygodniach. Pomysł takich plakatów wpłynął na szybki wzrost popularności tygodnika: W połowie 1959 roku nakład osiągnął 523.000 egzemplarzy. 
W latach 70. zwykle sprzedawało się ono w Niemczech w liczbie miliona egzemplarzy. Podobne nakłady osiągano aż do połowy lat 90., po czym liczby te stopniowo zaczęły spadać. Mimo tego, w 2010 roku wciąż sprzedawano ok. pół miliona egzemplarzy, co czyniło Bravo najpopularniejszym czasopismem dla nastolatków w Europie. W lutym 2017 zaprzestano wydawania Bravo w Hiszpanii.

### Bravo w Polsce
W październiku 1991 ukazał się pierwszy numer polskiej edycji Bravo. Wcześniej magazyn docierał do Polski nieoficjalnymi kanałami. Co roku czasopismo rozdawało nagrody dla osobistości przemysłu rozrywkowego, tzw. Bravoory, oparte na głosach czytelników w danych kategoriach. Nakład pisma w kwietniu 2010 w Polsce wynosił 250 000 egzemplarzy, a sprzedaż około 198 000 egzemplarzy. Czasopismo było krytykowane przez organizacje wychowawcze ze względu na promowanie wśród dorastającej młodzieży swobody obyczajowej (np. wczesnej inicjacji seksualnej).
27 grudnia 2017 wydano ostatni numer Bravo w Polsce. Powodem decyzji była spadająca sprzedaż (300 tys. egz. w 2002 r., 200 tys. egz. w 2010 r., 25 tys. egz. w 2016 r. i 11,6 tys. w 2017 r.). Adres URL strony internetowej magazynu Bravo w Polsce po jego likwidacji początkowo przekierowywał na należący do Bauer Media Polska portal internetowy Interia.pl, a następnie po sprzedaży tego portalu internetowego spółce Cyfrowy Polsat w 2020 roku przekierowuje na oficjalną stronę wydawnictwa Bauer Media Polska, choć nadal czynna jest strona czasopisma na serwisie społecznościowym Facebook. Zdaniem Anny Hahn-Leśniewskiej, wiceprezes agencji Partner of Promotion „znika z rynku „Bravo”, na którym wychowały się pokolenia X czy Y, bo dzisiaj miejsce na podium w źródłach wiedzy zajmuje już dawno YouTube, Instagram, Snapchat”.